# ان. فلایینگ
ان. فلایینگ (انگلیسی: N.Flying; کره‌ای: 엔플라잉; ژاپنی: エヌフライング; مخفف New Flying که همچنین به معنای 'new wings' یا 'new escape' نیز است) گروه پسرانه رپ راک اهل کره جنوبی است که در سال ۲۰۱۳ توسط اف‌ان‌سی شکل گرفت. این گروه نخستین تک‌آهنگ دیجیتال مستقل خود را به نام «سبد» در ۱ اکتبر ۲۰۱۳ در ژاپن با لاین‌آپ چهار نفره، کوان کوانگ جین، لی سونگ هیوب، چا هون و کیم جه هیون، منتشر کرد. این گروه در کره جنوبی به صورت رسمی با انتشار آلبوم چندآهنگه «Awesome» در ۲۰ مه ۲۰۱۵ فعالیتش را آغاز کرد. عضو پنجم، یو هوی سونگ، در ژوئن ۲۰۱۷ به گروه اضافه شد. کوان کوانگ جین در ۲۶ دسامبر ۲۰۱۸ گروه را ترک کرد و سو دونگ سونگ در ۱ ژانویه ۲۰۲۰ جایگزین او شد.